# غاي نابايو
غاي نابايو (بالفرنسية: Guy Gnabouyou)‏ (مواليد 1 ديسمبر 1989 في مرسيليا - فرنسا) لاعب كرة قدم فرنسي يلعب حاليا لصالح نادي الدرجة الأولى مرسيليا الفرنسي منذ 2005 في مركز المهاجم .

## روابط خارجية
- غاي نابايو على موقع رابطة كرة القدم الفرنسية للمحترفين (الإنجليزية)
- غاي نابايو على موقع إي إس بي إن إف سي (الإنجليزية)
- غاي نابايو على موقع قاعدة بيانات كرة القدم.إي يو (الإنجليزية)
- غاي نابايو على موقع ليكيب (الفرنسية)
- غاي نابايو على موقع Soccerway.com (الإنجليزية)